# Provincia de Kyzylorda
Kyzylorda (en kazajo: Қызылорда облысы/Qızılorda oblısı) es una de las diecisiete provincias que, junto con las tres ciudades independientes, conforman la República de Kazajistán. Su capital es la homónima Kyzylorda. Está ubicada al sur del país, limitando al norte con Aktobé y Ulytau, al este con Turkestán y al sur con Uzbekistán; además rodea a la ciudad independiente de Baikonur —administrada por Rusia—, donde se encuentra el cosmódromo homónimo, la mayor y más antigua instalación de lanzamiento espacial del mundo.

## Geografía
Con 226 019 km² es la cuarta provincia más extensa —por detrás de Karagandá, Aktobé y Kazajistán Oriental— y con 3 hab/km², la tercera menos densamente poblada, por delante de Mangystau y Aktobé, la menos densamente poblada. El río Sir Daria, que fluye desde las montañas Tian Shan hasta el mar de Aral (actualmente mar de Aral Norte), pasa a través de la provincia.

## División administrativa

Límites y división administrativa de la provincia de Kyzylorda.

La provincia se divide en 7 distritos y las ciudades de Kyzylorda y Baikonur.
- Distrito de Aral, con centro administrativo en la localidad de Aral;
- Distrito de Karmakshy, con centro administrativo en el asentamiento de Zhosaly;
- Distrito de Kazaly, con centro administrativo en el asentamiento de tipo urbano de Ayteke Bi;
- Distrito de Shieli, con centro administrativo en el asentamiento de tipo urbano de Shieli;
- Distrito de Syrdariya, con centro administrativo en el asentamiento de tipo urbano de Terenozek;
- Distrito de Zhalagash, con centro administrativo en el asentamiento de tipo urbano de Zhalagash;
- Distrito de Zhanakorgan, con centro administrativo en el asentamiento de tipo urbano de Zhanakorgan.

Otros ciudades notables incluyen: Aralsk (Aral), Qazaly (Kazalinsk).